# Isla Evans (Alaska)
La isla Evans (en inglés: Evans Island) es una isla del golfo de Alaska, en la parte sur de Alaska, en los Estados Unidos de América. Se encuentra en el entrante del Prince William Sound, al noroeste de la isla Montague. La isla Evans tiene una superficie de 74,605 km² y  una población de 86 personas en el Censo de 2000. La isla está incluida en el área delimitada del bosque nacional Chugach.
Se encuentra al este de la isla Bainbridge, separada por el pasaje del Príncipe de Gales. La isla Elrington se encuentra al sur, la isla Latouche al sureste y la isla Knight al noreste.
Aunque la isla Evans había estado habitada hasta el momento de la exploración rusa de Alaska, la isla no tuvo habitantes modernos hasta 1984, cuando un grupo de residentes y antiguos residentes de la aldea original de alutiq de Chenega, en la isla Chenega, decidieron construir el pueblo de Chenega Bay en la bahía Crab de la isla Evans. La antigua Chenega había sido destruida y un tercio de sus residentes habían fallecido por el tsunami ocasionado por el terremoto de Alaska de 1964. La nueva comunidad de Chenega es coextensiva con la isla Evans.
La isla Evans y el océano a su alrededor fueron contaminados por el derrame de petróleo Exxon Valdez de 1989.
La isla Evans se llamaba hasta 1912 isla Hoodoo. El nombre asustó a algunos marineros. El Estudio Geodésico y de la Costa de los Estados Unidos (United States Coast and Geodetic Survey) cambió el nombre de la isla en honor al almirante de la Marina de los Estados Unidos Robley Evans (1846-1912), que había sido policía marítimo en el área al principio de su carrera.